# ريشيليو
أرماند جان دو بلاسيس دو ريشيليو (Armand Jean du Plessis de Richelieu) أو الكاردينال ريشيليو (9 سبتمبر 1585 - 4 ديسمبر 1642م) هو رجل دولة ورجل دين ونبيل فرنسي. كان وزير الملك الفرنسي لويس الثالث عشر. أصبح كاردينالا سنة 1622م ومن ثم أصبح سيد الوزراء لدى لويس الثالث عشر سنة 1622م حتى وفاته سنة 1642م هو من خريجي السوربون ومؤسس أكاديمية اللغة الفرنسية.
يعتبر أول رئيس وزراء في التاريخ. عند وفاته لم يكن محبوبًا عند الشعب بسبب القرارات التي اتخذها مما جعل الشعب يحتفل بإطلاق الألعاب النارية عندما أُعلن مماته. استعمله ألكسندر دوما كأحد شخصيات روايته: الفرسان الثلاثة.
امتاز ريشيليو بالحنكة السياسية، وبتأكيد سلطة الملك والضرب على أيدي النبلاء، وكان يؤمن بأن الدين لا ينشر الدماء، وفي أيامه انحسر النفوذ السياسي لطبقة النبلاء وخسروا كثيراً من مصالحهم.

## معرض صور

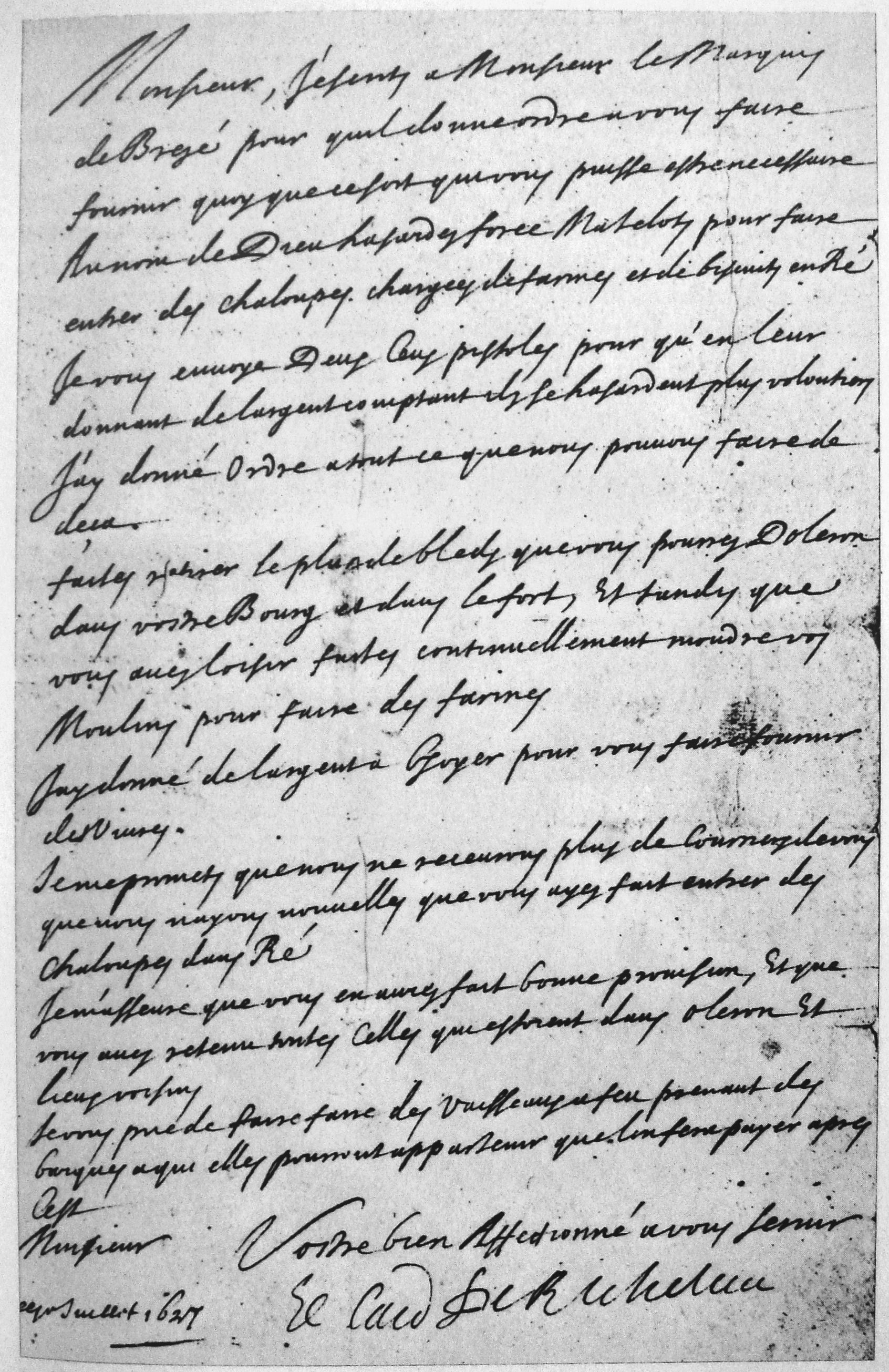
خطاب بخط ريشيليو
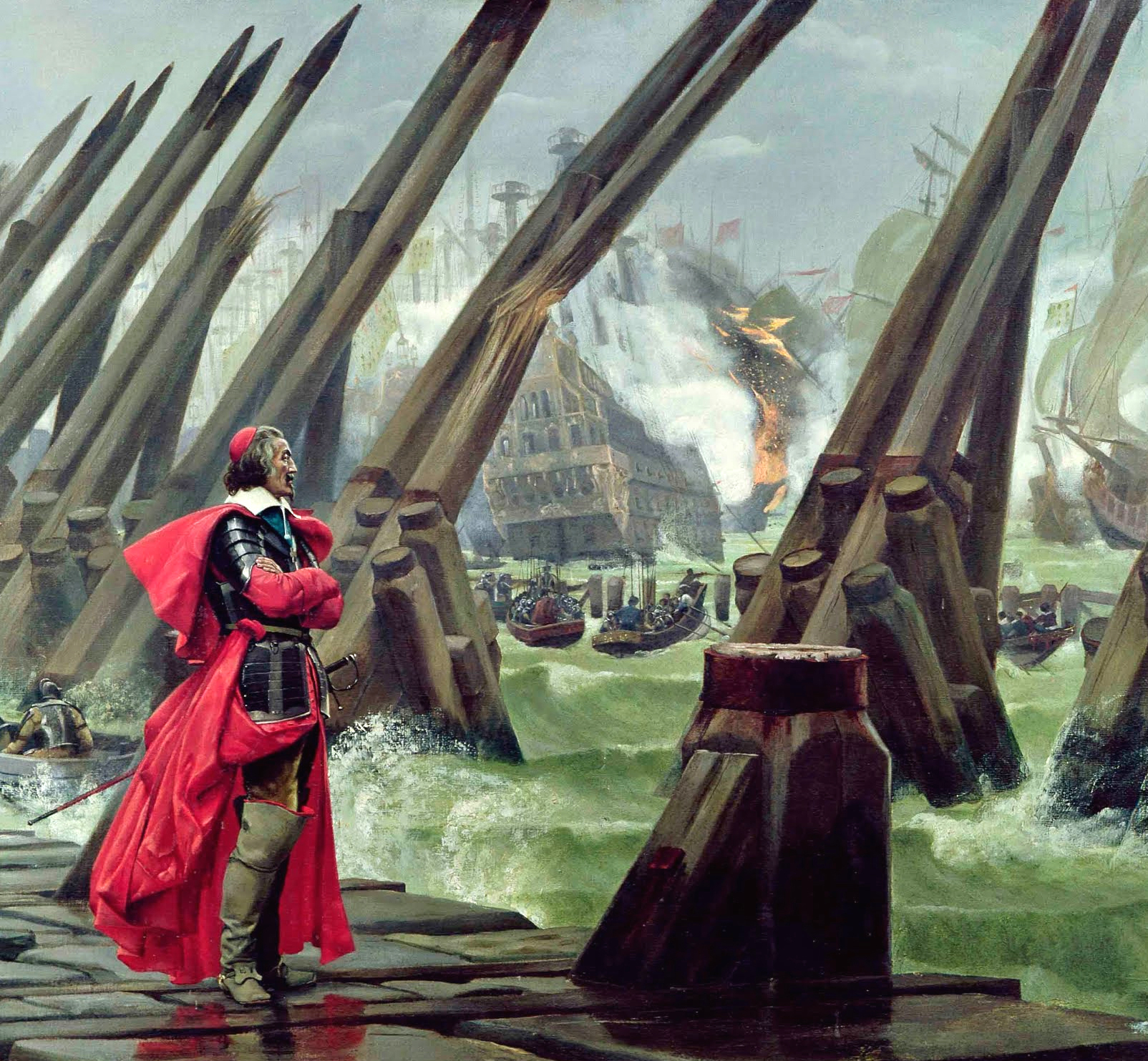
ريشيليو أثناء حصار لاروشيل، بريشة هنري بول موت[الفرنسية]

## روابط خارجية
- ريشيليو على موقع الموسوعة البريطانية (الإنجليزية)
- ريشيليو على موقع إن إن دي بي (الإنجليزية)